# Kalamata (okres)
Kalamata (řecky Δήμος Καλαμάτας [2]) je okres (dim) v Řecku, v jižní části Peloponéského poloostrova na pobřeží Messénského zálivu Jónského moře. Patří do regionální jjednotky Messénie v kraji Peloponés. Podle sčítání lidu z roku 2011  v něm žije 69 849 obyvatel a má rozlohu 440,313 kilometrů čtverečních. Správním centrem je město Kalamata.

## Administrativní dělení
Okres Kalamata vznikl při správní reformě v roce 2010 a je rozdělen do čtyř správních obcí:

Aris
Arfara
Thuria
Kalamata

- Arfara
- Thouria
- Kalamata

- Aris
- Arfara
- Thuria
- Kalamata